# Michaił Szostakowski
Michaił Fiodorowicz Szostakowski (ur. 23 maja 1905 w Nowosielicy, zm. 1 listopada 1983 w Moskwie) – radziecki chemik i wynalazca. 
Uczeń prof. Aleksieja Jewgrafowicza Faworskiego (1860–1945).
W maju 1935 r. uzyskał tytuł naukowy kandydata nauk chemicznych. Już od lutego 1934 r. pracował w Leningradzkim Instytucie Chemii Organicznej Radzieckiej Akademii Nauk w Moskwie. W 1939 roku zsyntetyzował polimer eteru winylobutylowego, znany dzisiaj także jako balsam Szostakowskiego.
W 1944 roku uzyskał stopień doktora. W 1957 roku rozpoczął pracę w nowo powstałym Syberyjskim Oddziale Radzieckiej Akademii Nauk w Irkucku, w którym piastował stanowisko kierownicze do 1971 r.
W 1971 r. został powołany na stanowisko dyrektora nowo utworzonego Instytutu Chemii Nafty SB Rask w Tomsku. Jednak już w 1973 roku zmuszony sytuacja rodzinną wrócił do Moskwy, w której pozostał aż do śmierci w 1983 r. Przez 10 lat był kierownikiem w Zakładzie Chemii Organicznej  All-Union.
Zainteresowania chemiczne Szostakowskiego oscylowały wokół związków winylowych, żywic, związków krzemoorganicznych, cyny, ołowiu oraz acetylenu.
Był żonaty z Klaudią Szostakowską (1905-?). Miał dwóch synów Wiesława (ur. 1935) oraz Stanisława (ur. 1936).